# Danny Roelandt
Daniel (Danny) Roelandt (Aalst, 5 november 1955) is een voormalige Belgische sprinter die gespecialiseerd was in de 400 m. Hij werd eenmaal Belgisch kampioen in deze discipline. Ook nam hij eenmaal deel aan de Olympische Spelen, maar won bij die gelegenheid geen medailles.

## Loopbaan
Op de Olympische Spelen van 1980 in Moskou maakte Roelandt onderdeel uit van de Belgische ploeg op de 4 x 400 m estafette. Het Belgische team kwam door een blessure van slotloper Fons Brydenbach niet verder dan de kwalificatieronde. Een jaar later verbeterde hij samen met Fons Brydenbach, Rik Vandenberghe en Eddy De Leeuw het Belgische record op de 4 x 400 m estafette tot 3.03,68. Dit record werd pas 27 jaar later verbeterd. In 1984 veroverde hij met een tijd van 46,84 de Belgische titel op de 400 m.
Roelandt was net als zijn broer Renno Roelandt aangesloten bij Eendracht Aalst en stapte nadien over naar ZOVA.

## Belgische kampioenschappen
| Onderdeel | Jaar |
| --------- | ---- |
| 400 m     | 1984 |

## Persoonlijke records
| Afstand | Tijd    | Datum            | Plaats  |
| ------- | ------- | ---------------- | ------- |
| 200 m   | 21,22 s | 12 augustus 1979 | Brussel |
| 400 m   | 46,84 s | 8 juli 1984      | Brussel |

## Palmares

### 200 m
- 1979:  BK AC - 21,22 s
- 1980:  BK AC - 21,46 s
- 1981:  BK AC - 21,37 s

### 400 m
- 1984:  BK AC - 46,84 s

### 4 x 100 m
- 1978: 8e EK in Praag – 39,73 s

### 4 x 400 m
- 1980: opgave OS in Moskou